# Martin Jarvis
Martin Jarvis (Cheltenham, 4 augustus 1941) is een Brits acteur en stemacteur.

## Biografie
Jarvis werd geboren in Cheltenham en groeide op in South Norwood en Croydon. Hij heeft zijn studie genoten aan de Whitgift School in Croydon en aan de Royal Academy of Dramatic Art in Bloomsbury.
Jarvis begon in 1964 met acteren in de televisieserie The Indian Tales of Rudyard Kipling, waarna hij nog in meer dan 145 televisieseries en films speelde. In zijn laatste periode als acteur is hij meer actief geworden als stemacteur voor onder anderen animatiefilms, animatieseries en videospellen. Naast het acteren voor televisie heeft hij ook eenmaal opgetreden op Broadway, in 2001 speelde hij de rol van Jeeves in de musical By Jeeves.
Jarvis is ook al lange tijd werkzaam voor BBC Radio 4, waar hij vooral hoorspellen ten gehoor brengt.
Jarvis is in 1974 getrouwd met actrice Rosalind Ayres met wie hij twee zonen heeft.

## Filmografie

### Films
Selectie
- 2012 Wreck-It Ralph – Saitine (stem)
- 2011 The Girl with the Dragon Tattoo – Birger
- 2006 Eragon – rol onbekend (stem)
- 1997 Titanic – sir Duff Gordon
- 1988 Buster – Inspecteur Jack Mitchell
- 1970 Taste the Blood of Dracula – Jeremy Secker

### Televisieseries
Selectie
- 2017 Election Spy - Brian (9 afl.)
- 2014 Santa Sent Me to the ER - verteller (4 afl.)
- 2010 Just William – verteller (4 afl.)
- 2010 EastEnders – Harvey (8 afl.)
- 2009 Taking the Flak – David Bradburn (7 afl.)
- 2003-2007 Grim & Evil – Nergal / oude man (stem, 6 afl.)
- 2003 The Queen's Nose – Frank (6 afl.)
- 2001 Max Steel – John Dread (stem, 6 afl.)
- 1989 Chelworth – Keith Shedden (4 afl.)
- 1985 The Black Tower – Wilfred Anstey (6 afl.)
- 1965-1985 Doctor Who – butler / Hilio / gouverneur (10 afl.)
- 1967-1985 Jackanory – verteller (6 afl.)
- 1978-1980 Rings on Their Fingers – Oliver Pryde (20 afl.)
- 1980 Breakaway – Sam Harvey (12 afl.)
- 1974 David Copperfield – Uriah Heep (4 afl.)
- 1972 The Moonstone – Godfrey Ablewhite (4 afl.)
- 1970 Little Women – John Brooke (9 afl.)
- 1968 Nicholas Nickleby – Nicholas Nickleby (13 afl.)
- 1967 The Forsyte Saga – Jolyon 'Jon' Forsyte (8 afl.)

### Computerspellen
- 2015 Batman: Arkham Knight – Alfred Pennyworth
- 2014 Batman: Arkham Origins – Cold, Cold Heart – Alfred Pennyworth
- 2013 Batman: Arkham Origins – Alfred Pennyworth
- 2013 Star Wars: The Old Republic – Rise of the Hutt Cartel – wetenschapper
- 2013 Disney Infinity - Finn McMissile
- 2012 Kinect Rush: A Disney Pixar Adventure – Snapshot – Finn McMissile
- 2012 Mass Effect 3 – admiraal Zaal'Koris vas Qwib Qwib
- 2011 Star Wars: The Old Republic – Zyn / majoor Pathel / Torrun
- 2011 Batman: Arkham City – Alfred Pennyworth
- 2011 Cars 2: The Video Game – Finn McMissile
- 2010 Mass Effect 2 – admiraal Zaal'Koris vas Qwib Qwib
- 2009 Dragon Age: Origins – Avernus
- 2009 The Lord of the Rings: Conquest – Gandalf
- 2008 The Legend of Spyro: Dawn of the Dragon – de Chronicler
- 2007 The Legend of Spyro: The Eternal Night – de Chronicler
- 2006 The Grim Adventures of Billy & Mandy – Nergal
- 2003 Robin Hood: Defender of the Crown – sheriff van Nottingham

- Bibsys: 99068138
- Biblioteca Nacional de España: XX1516685
- Bibliothèque nationale de France: cb14071296t (data)
- Gemeinsame Normdatei: 1061535770
- International Standard Name Identifier: 0000 0000 6309 6637
- Library of Congress Control Number: n84002444
- MusicBrainz: 130bc777-1ba1-4c58-bff4-e7105afa87ea
- Nationale Bibliotheek van Tsjechië: mzk2013745298
- Nationale Bibliotheek van Israël: 987007430124905171
- Nederlandse Thesaurus van Auteursnamen: 070314357
- Réseau des bibliothèques de Suisse occidentale: 02-A011645138
- Système universitaire de documentation: 143104608
- Virtual International Authority File: 34662882
- WorldCat: E39PBJjRWCRRyB64WRxkMHH9jC